# Nickelodeon UK & Ireland
Nickelodeon UK & Ireland (früher Nick UK & Ireland) ist der britische Ableger des US-Senders Nickelodeon. Er startete am 1. September 1993 und sendete damals zwischen 7:00 Uhr und 19:00 Uhr. Seit dem 15. Februar 2010 setzt Nickelodeon UK & Ireland das international vereinheitlichte Nickelodeon-Logo ein. Außerdem existiert eine Timeshift-Version zu Nickelodeon namens Nick Replay. Nickelodeon UK & Ireland ist über DVB-T, IPTV, Kabel- und Satellitenfernsehen empfangbar. Während Nickelodeon UK & Ireland im DVB-T, IPTV und Satellitenfernsehen ganztägig sendet, teilt sich der Sender in manchen Kabelnetzen den Programmplatz mit Comedy Central.

## Schwestersender
- Nick Jr.
- Nick Jr. Too
- Nicktoons